# Philip Green (Unternehmer)

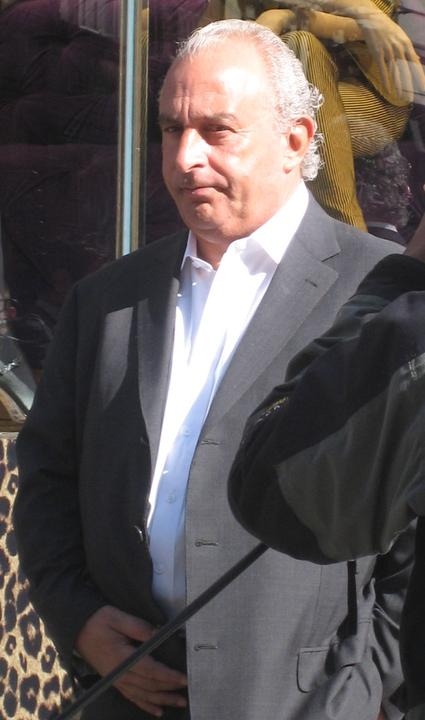
Sir Philip Green (2007)

Sir Philip Nigel Ross Green (* 15. März 1952 in Croydon, London) ist ein britischer Unternehmer, er war der Vorsitzende der Einzelhandelskette Arcadia Group. Folgende weitere Marken gehörten zu der Gruppe: Topshop, Topman, Wallis, Evans, Burton, Miss Selfridge, Dorothy Perkins und Outfit.

## Leben und geschäftliche Aktivitäten
Green entstammt einer jüdischen Familie und besuchte das Carmel College in Oxfordshire. Sein Vater war ein erfolgreicher Immobilienentwickler und Einzelhändler. 1988 wurde Green Vorsitzender und CEO des britischen Unternehmens Amber Day, das er bis 1992 leitete. In den frühen 1990er-Jahren kaufte und verkaufte er erfolgreich verschiedene Einzelhandelsfirmen. 2000 erwarb er alle Anteile an der Handelskette British Home Stores, was aber nur anfangs ein Erfolg war. Die Gesellschaft ging 2016 in die Insolvenz. 2002 kaufte er die britische Handelskette Arcadia Group, seine Frau setzte er als Eigentümerin ein. Die Arcadia Group musste im November 2020 Insolvenz anmelden, da die Umsatzzahlen infolge der Covid-19-Pandemie eingebrochen waren.
Green ist mit der südafrikanischen Unternehmerin Tina Green verheiratet und hat zwei Kinder. Die Familie wohnt überwiegend in Monaco. Green gehört unter anderem die Luxusyacht „Lionheart“, die in Bermuda vor Anker liegt, wo Green ein eigenes Luxusanwesen hat. Nach Angaben des US-amerikanischen Forbes Magazine gehören Green und seine Frau zu den Briten mit einem Vermögen von über einer Mrd. US-$.
2005 feierte sein Sohn Brandon seine Bar Mitzwa an der Französischen Riviera mit ca. 200 Gästen. Andrea Bocelli und Destiny’s Child wurden extra dafür eingeflogen. Green zahlte für die Bar Mizwa vier Millionen Pfund. Die Bar Mizwa seines Neffen wurde im Madame Tussauds in London gefeiert, wo Prominente wie z. B. Simon Cowell, Louis Walsh sowie auch die Boyband One Direction anwesend waren.
Im Oktober 2018 wurde öffentlich bekannt, dass ihm fünf Frauen sexuelle Belästigungen und Rassismus vorwarfen. Angeblich soll er hohe Schweigegeldsummen angeboten haben, um den Skandal zu vermeiden.

## Ritterwürde
Am 12. Dezember 2006 war er zum Knight Bachelor geschlagen worden und führt seither den Namenszusatz „Sir“.
Wegen möglichen Fehlverhaltens nach dem Erwerb von British Home Stores – Aktiva waren aus dem Unternehmen abgezogen und bis zum Zusammenbruch unter Greens Kontrolle hohe Schulden angehäuft worden – beschlossen die Parlamentsabgeordneten am 20. Oktober 2016, das Honours Forfeiture Committee damit zu beauftragen, eine Empfehlung über die Aberkennung von Greens Ritterwürde abzugeben. Schließlich zahlte Green ohne Anerkennung einer Rechtspflicht 363 Mio. £ an den Insolvenzverwalter zur Aufstockung des Pensionsfonds.

## Wohltätigkeitsarbeiten
Im April 1980 registrierte Green eine philanthropische Initiative, den Kahn Charitable Trust, mit der Vision, „den weniger privilegierten Menschen auf der ganzen Welt wieder ein verlorenes Lächeln ins Gesicht zu zaubern“.

## Fußball
Green ist ein großer Tottenham-Hotspur-Fan. 1987 schlug er Irving Scholar, dem Vorsitzenden der Spurs, vor, Tony Berry in den Vorstand zu berufen. Im Jahr 1991 half er Terry Venables, 500.000 Pfund zu sammeln, die für das Erwerben von Aktien des Clubs erforderlich waren. Er war auch an den Transfers von Rio Ferdinand von Leeds United und Louis Saha von FC Fulham nach Manchester United beteiligt.
Green ist aufgrund seiner Freundschaft mit dem Vorsitzenden Bill Kenwright beim Everton Football Club engagiert, gibt jedoch an, dass er nicht die Absicht hat, offiziell in den Verein zu investieren.